# 대한민국 형사소송법 제92조
대한민국 형사소송법 제92조는 구속기간과 갱신에 대한 형사소송법의 조문이다.

## 조문
제92조(구속기간과 갱신) ① 구속기간은 2개월로 한다.  <개정 2007.6.1.>
②제1항에도 불구하고 특히 구속을 계속할 필요가 있는 경우에는 심급마다 2개월 단위로 2차에 한하여 결정으로 갱신할 수 있다. 다만, 상소심은 피고인 또는 변호인이 신청한 증거의 조사, 상소이유를 보충하는 서면의 제출 등으로 추가 심리가 필요한 부득이한 경우에는 3차에 한하여 갱신할 수 있다.  <개정 2007.6.1.>
③제22조, 제298조제4항, 제306조제1항 및 제2항의 규정에 의하여 공판절차가 정지된 기간 및 공소제기전의 체포·구인·구금 기간은 제1항 및 제2항의 기간에 산입하지 아니한다.  <신설 1961.9.1., 1995.12.29., 2007.6.1.>

第92條(拘束期間과 更新) ① 구속기간은 2개월로 한다.  <개정 2007.6.1.>
②제1항에도 불구하고 특히 구속을 계속할 필요가 있는 경우에는 심급마다 2개월 단위로 2차에 한하여 결정으로 갱신할 수 있다. 다만, 상소심은 피고인 또는 변호인이 신청한 증거의 조사, 상소이유를 보충하는 서면의 제출 등으로 추가 심리가 필요한 부득이한 경우에는 3차에 한하여 갱신할 수 있다.  <개정 2007.6.1.>
③第22條, 第298條第4項, 第306條第1項 및 第2項의 規定에 依하여 公判節次가 停止된 기간 및 공소제기전의 체포·구인·구금 기간은 第1項 및 第2項의 期間에 算入하지 아니한다. <新設 1961.9.1., 1995.12.29., 2007.6.1.>

## 해설

### 구속기간에의 불산입
- 공판절차가 정지된 기간(제92조 제3항)
- 영장실질심사에 있어서 접수한 날로부터 반환한 날까지의 기간(제201조의2 제7항)
- 감정유치기간(제172조의2, 제221조의3) 보석기간 도주기간 구속집행정지기간
- 체포•구속적부심사에 있어서 접수한 날로부터 반환한 날까지의 기간(제214조의2 제13항)
- 공소제기 전, 즉 수사절차에서의 체포•구인•구금기간(제92조 제3항)

## 판례
- 제92조 소정의 구속기간의 의미: '구속기간，은 ‘법원이 피고인을 구속한 상태에서 재판할 수 있는 기간’을 의미하는 것이지， ‘법원이 형사재판을 할 수 있는 기간' 내지 법원이 구속사건을 심리할 수 있는 기간’을 의미한다고 블 수 없고 따라서 법원의 재판기간 내지 심리기간 자체를 제한하려는 규정이라 할 수는 없다[1]
- 파기환송사건에 있어서 환송받은 법원도 구속기간을 갱신할 수 있다[2]
- 구속기간 만료의 경우 구속영장의 효력이 당연히 상실되는 것은 아니다[3]

## 참고 문헌
- 손동권 신이철, 새로운 형사소송법(초판, 2013), 세창, 2013. ISBN 9788984114081